# N'Gaous
N'Gaous (în arabă نقاوس) este o comună din provincia Batna, Algeria.
Populația comunei este de 29.504 locuitori (2008).